# Équation intégrale de Volterra

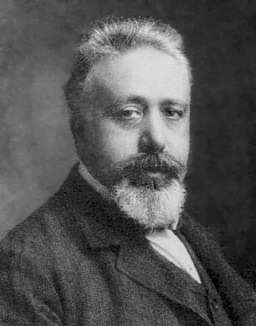
Vito Volterra (Ancône, 3 mai 1860 - Rome, 11 octobre 1940), qui a donné son nom à l'intégrale.

En analyse, une équation intégrale de Volterra est une équation intégrale.

## Histoire
Les équations intégrales apparaissent notamment dans la résolution des problèmes de Cauchy et les équations différentielles linéaires à coefficients constants. Les travaux d'Ivar Fredholm sur la théorie des équations intégrales de seconde espèce ont permis d'obtenir des résultats sur la résolution (l'alternative de Fredholm).

## Définitions
Les équations intégrales dépendent d'une fonction K, qu'on appelle noyau de l'équation. La principale différence entre les équations intégrales de Fredholm et celles de Volterra se trouve dans les bornes de l'opérateur intégral : celles des équations de Fredholm sont fixes, tandis que celles des équations de Volterra sont variables.
Équation intégrale de Volterra de première espèce
L'équation intégrale de Volterra de première espèce est une équation intégrale de la forme :
{\displaystyle g(x)=\int _{a}^{x}K(x,t,f(t))\mathrm {d} t}
où f est la fonction inconnue, K et g sont des fonctions données.
Équation intégrale de Volterra de seconde espèce
L'équation intégrale de Volterra de seconde espèce est un cas particulier des équations intégrales linéaires de Fredholm de seconde espèce :
{\displaystyle f(x)=g(x)+\lambda \int _{a}^{x}K(x,t,f(t))\mathrm {d} t,\quad a\leqslant t\leqslant x\leqslant b}
où f est la fonction inconnue, K et g sont des fonctions données et λ un paramètre numérique fixe.
Formes linéaire et homogène
L'équation sera dite linéaire si le noyau est de la forme
{\displaystyle K(x,t,f(t))=K(x,t)f(t)}
L'équation sera dite homogène si g = 0.

### Passage entre les équations de la première espèce et de la seconde
Par différentiation d'une équation intégrale de Volterra de première espèce, on trouve :
{\displaystyle g'(x)=K(x,x,f(x))+\int _{a}^{x}{\frac {\partial K}{\partial x}}(x,t,f(t))\,\mathrm {d} t}
qui est bien de la forme de l'équation de seconde espèce.

## Résolutions

### Par la méthode des itérations de Picard
La méthode des itérations de Picard consiste à construire une solution comme limite d'une suite de fonctions définie par récurrence :
{\displaystyle \forall n\leqslant 0,\ f_{n+1}(x)=g(x)+\lambda \int _{a}^{b}R(x,t,f_{n}(t))\mathrm {d} t.}
Elle fonctionne si g et K sont continues. On supposera d'abord f0 continue.

### Par la méthode de Fredholm
La résolution par la méthode de Fredholm donne une solution de la forme
{\displaystyle f(x)=g(x)+\lambda \int _{a}^{b}R(x,t;\lambda )g(t)\mathrm {d} t}
avec R désignant la résolvante de Fredholm
{\displaystyle R(x,t;\lambda )={\frac {D(x,t;\lambda )}{D(\lambda )}}}
où les fonctions D, sont définies par
{\displaystyle D(\lambda )=\sum _{n=1}^{+\infty }{\frac {(-1)^{n}}{n!}}C_{n}\lambda ^{n}\ ,\ D(x,t;\lambda )=K(x,t)+\sum _{n=1}^{+\infty }{\frac {(-1)^{n}}{n!}}B_{n}(x,t)\lambda ^{n}}
avec
{\displaystyle C_{n}=\underbrace {\int _{a}^{b}\int _{a}^{b}\ldots \int _{a}^{b}} _{n\ {\textrm {fois}}}\left|{\begin{matrix}K(t_{1},t_{1})&K(t_{1},t_{2})&\ldots &K(t_{1},t_{n})\\K(t_{2},t_{1})&K(t_{2},t_{2})&\ldots &K(t_{2},t_{n})\\\vdots &\vdots &\ddots &\vdots \\K(t_{n},t_{1})&K(t_{n},t_{2})&\ldots &K(t_{n},t_{n})\\\end{matrix}}\right|\mathrm {d} t_{1}\ldots \mathrm {d} t_{n}\ ,\ B_{n}(x,t)=\underbrace {\int _{a}^{b}\int _{a}^{b}\ldots \int _{a}^{b}} _{n\ {\textrm {fois}}}\left|{\begin{matrix}K(x,t)&K(x,t_{1})&\ldots &K(x,t_{n})\\K(t_{1},t)&K(t_{1},t_{1})&\ldots &K(t_{1},t_{n})\\\vdots &\vdots &\ddots &\vdots \\K(t_{n},t)&K(t_{n},t_{1})&\ldots &K(t_{n},t_{n})\\\end{matrix}}\right|\mathrm {d} t_{1}\ldots \mathrm {d} t_{n}.}
La fonction D(x, t ; λ) est le déterminant de Fredholm, et D(λ) est le mineur de Fredholm.